# Red Sonja
Red Sonja és una superheroïna de còmics d'espasa i bruixeria de ficció creada per l'escriptor Roy Thomas i l'artista Barry Windsor-Smith per a Marvel Comics el 1973, parcialment inspirada en el personatge de Robert E. Howard, Red Sonya de Rogatino.
Marvel Comics va publicar històries amb Red Sonja fins al 1986 i va tornar al personatge per a una història única el 1995. El 2005, Dynamite Entertainment va començar a publicar històries de l'heroïna, en les quals la Sonja original era assassinada i substituïda per una "reencarnació". La sèrie va ser reiniciada per l'escriptora Gail Simone el 2013, explicant una versió alterada de la història de la vida primerenca de Red Sonja mitjançant flashbacks. Els escriptors posteriors de Red Sonja han inclòs Amy Chu, Mark Russell, Luke Lieberman, Jimmy Palmiotti i Amanda Conner, entre d'altres.
Red Sonja ha aparegut en nombrosos títols, tant com a protagonista en solitari com juntament amb Conan, així com en crossovers amb personatges de Marvel Comics, Dynamite Comics i altres com DC Comics i Archie Comics. Entre 1981 i 1983 es van publicar un total de sis novel·les de Red Sonja, totes escrites per David C. Smith i Richard L. Tierney i, el 1985, es va estrenar un llargmetratge protagonitzat per Brigitte Nielsen al paper principal, Red Sonja.
La roba característica de la Sonja és la seva armadura de biquini, que consisteix típicament en armadura d'escates. El 2011, Red Sonja va ocupar el primer lloc a la llista de les "100 dones més sexys del còmic" de Comics Buyer's Guide.

## Història

### Marvel Comics (1973–1995)
Red Sonja va ser creada per l'escriptor Roy Thomas i l'artista Barry Windsor-Smith per a Marvel Comics l'any 1973, basat parcialment en el personatge de Robert E. Howard, Red Sonya de Rogatino, una dona swashbuckler del seu conte de 1934 "The Shadow of the Vulture" (L'ombra del voltor).
Red Sonja es va presentar a Conan the Barbarian nº 23 de Marvel, publicat el 14 de novembre de 1972 (amb data de portada febrer de 1973). Thomas va crear una nova història d'origen i va transposar la línia de temps des del segle xvi de la Red Sonja original de Howard fins a l'Era Hibòria, una altra creació de Howard, per tal que el còmic Red Sonja interactués amb Conan el Bàrbar. El 1975, Marvel Comics va publicar el primer número de Red Sonja després que el personatge encapçalés Marvel Feature durant set números aquell mateix any. La història d'origen de Red Sonja es va explicar a la història "The Day of the Sword", a Kull and the Barbarians nº 3 (1975), escrita per Roy Thomas i Doug Moench i il·lustrada per Howard Chaykin. La mateixa història va ser redibuixada posteriorment per Dick Giordano i Terry Austin a The Savage Sword of Conan nº 78 (juliol de 1982).
En aquesta versió, Red Sonja viu amb la seva família en una casa humil a les estepes d'Hirkania occidental. Quan té 21 anys, un grup de mercenaris mata la seva família i crema la seva casa. La Sonja intenta defensar-se, però no pot aixecar l'espasa del seu germà. És violada pel líder del grup. Responent al seu crit de venjança, la deessa vermella Scáthach se li apareix i li dona increïbles habilitats de lluita, amb la condició de que mai s'allitarà amb un home tret que aquest la derroti en un combat just.
L'última història publicada per Marvel amb Red Sonja va ser el one-shot Red Sonja: Scavenger Hunt #1 (desembre de 1995), escrit per Glenn Herdling i il·lustrat per Ken Lashley.

### Dynamite Comics (2005-present)
L'any 2005 Dynamite Comics va començar a publicar Red Sonja. La primera sèrie, que va tenir 80 números, va continuar amb la continuïtat del personatge de Marvel Comics, reprenent on va deixar Marvel amb el personatge el 1986. La primera sèrie de Dynamite representa la mort de la Sonja original al número 34. Un nou personatge del mateix nom, descrit com una reencarnació, ocupa el seu lloc a partir del número 35. Un reinici suau comença al número 50 amb la mateixa continuïtat que Marvel Comics.
A l'Emerald City Comic Con de 2013, Dynamite Entertainment, que va començar a publicar còmics Red Sonja el 2005, va anunciar que Gail Simone estava escrivint una nova sèrie Red Sonja en curs amb art de Walter Geovani. Simone va assenyalar a les entrevistes que la seva versió era lleugerament "reiniciada", mostrant els inicis del personatge. El número 1 de la carrera de Simone es va publicar el juliol de 2013 amb crítiques positives. La sèrie va durar 18 números. Després de l'etapa de Simone, Dynamite va llançar una nova sèrie Red Sonja el gener de 2016. El còmic presentava a Marguerite Bennett com a escriptora i un redisseny del personatge principal per l'artista Nicola Scott. Aquella sèrie va durar sis números.
El 2017, es va estrenar una nova sèrie de còmics Red Sonja a càrrec d'Amy Chu amb art de Carlos Gomez. La sèrie va tenir 25 números i va acabar el 2019.
El novembre de 2019, una nova sèrie de l'escriptor Mark Russell i l'art de Mirko Colak va debutar amb una recepció crítica positiva, donant lloc a una sèrie derivada anomenada Killing Red Sonja. Russell va deixar la sèrie després del número 24 i va ser substituït per l'escriptor Luke Lieberman, amb dibuixos de Drew Moss. La sèrie va publicar 28 números.
A mitjans del 2021, Dynamite va publicar l'antologia Red Sonja: Black, White, Red. Cada número presenta històries de diferents equips d'artistes i escriptors, com Kurt Busiek, Benjamin Dewey, Amanda Deibert, Cat Staggs, Mark Russell i Bob Q. També s'ha anunciat un crossover amb Project superpower. Al novembre de 2022 es va estrenar una seqüela anomenada Vampirella VS Red Sonja.
El febrer de 2021, Dynamite va llançar una sèrie titulada Sonjaversal que representava Red Sonja trobant-se amb diverses versions diferents d'ella mateixa al llarg del multivers. Aquell mateix mes, Amanda Conner i Jimmy Palmiotti van coescriure la sèrie Invencible Red Sonja amb l'artista Moritat.
El juny de 2021, el personatge va aparèixer a Die!namite i Die!namite Lives. Aquell mateix mes, Dynamite Entertainment va anunciar que una nova sèrie escrita per Mirka Andolfo i dibuixada per Giuseppe Cafaro debutaria el setembre de 2021. El primer número va exhaurir la seva tirada inicial de 32.000 còpies, cosa que va provocar una segona impressió.
El desembre de 2021, es va anunciar que Red Sonja apareixeria a la seqüela de Die!namite i Die!namite Lives anomenada Die!namite Never Dies.
Hell Sonja, uns sèrie derivada de Sonjaversal, es va estrenar el gener de 2022. Aquell mateix mes, per a l'abril es va anunciar la sèrie Immortal Red Sonja de l'escriptor Dan Abnett i l'artista Alessandro Miracolo, que representaria a Sonja al Camelot del rei Artús. El febrer de 2022, Dynamite va anunciar que estrenaria Red Sitha al maig, ambientada deu anys després de la història d'Andolfo, seguint la filla adoptiva de Red Sonja, Sitha.
El març de 2022, Dynamite va anunciar una altra sèrie derivada de Sonjaversal, Samurai Sonja, escrita per Jordan Clark amb art de Pasquale Qualano. El Maig de 2022 es va anunciar que un one-shot d'un conte de fades que reimaginava Red Sonja com a Jack de Jack i les mongetes màgiques s'estrenaria l'agost de 2022.
El juliol de 2022, es va informar que Dynamite estrenaria el seu nou títol insígnia de Red Sonja, Unbreakable Red Sonja, a temps per al 50è aniversari del personatge el 2023. El setembre de 2022 es va anunciar un crossover Hell Sonja/Red Sonja.

### Crossovers entre editorials
Durant l'etapa de Dynamite, Red Sonja ha aparegut a crossovers entre personatges de diferents editorials. El 2006 DC Comics va publicar Red Sonja / Claw: The Devil's Hands, una sèrie limitada de quatre números on comparteix protagonisme amb Valcan Scaramax, Claw, considerat la versió de Conan de DC Comics. El 2007 va compartir protagonisme amb Spider-Man, en una sèrie limitada de cinc números publicada per Marvel. Amb aquest personatge ja havien compartit un número el 1979, quan Marvel tenia els drets del personatge, va ser a Marvel Team-Up nº79 i la distància entre èpoques es salvava amb la transferència de la ment de Red Sonja al cos de Mary Jane Watson.
Red Sonja també ha compartit protagonisme amb Tarzan, va ser el 2018 en una sèrie limitada de cinc números publicada per Dynamite.
Red Sonja i Vampirella van compartir capçalera amb els personatges d'Archie Comics, Betty Cooper i Veronica Lodge en una maxisèrie de dotze números publicada per Dynamite entre 2019 i 2020.
Un altre encontre poc esperable va ser amb l'univers de Mars Attacks en una sèrie limitada de cinc números, Mars Attacks Red Sonja, publicat per Dynamite el 2022.

## Representació de la sexualitat

### Armadura de bikini

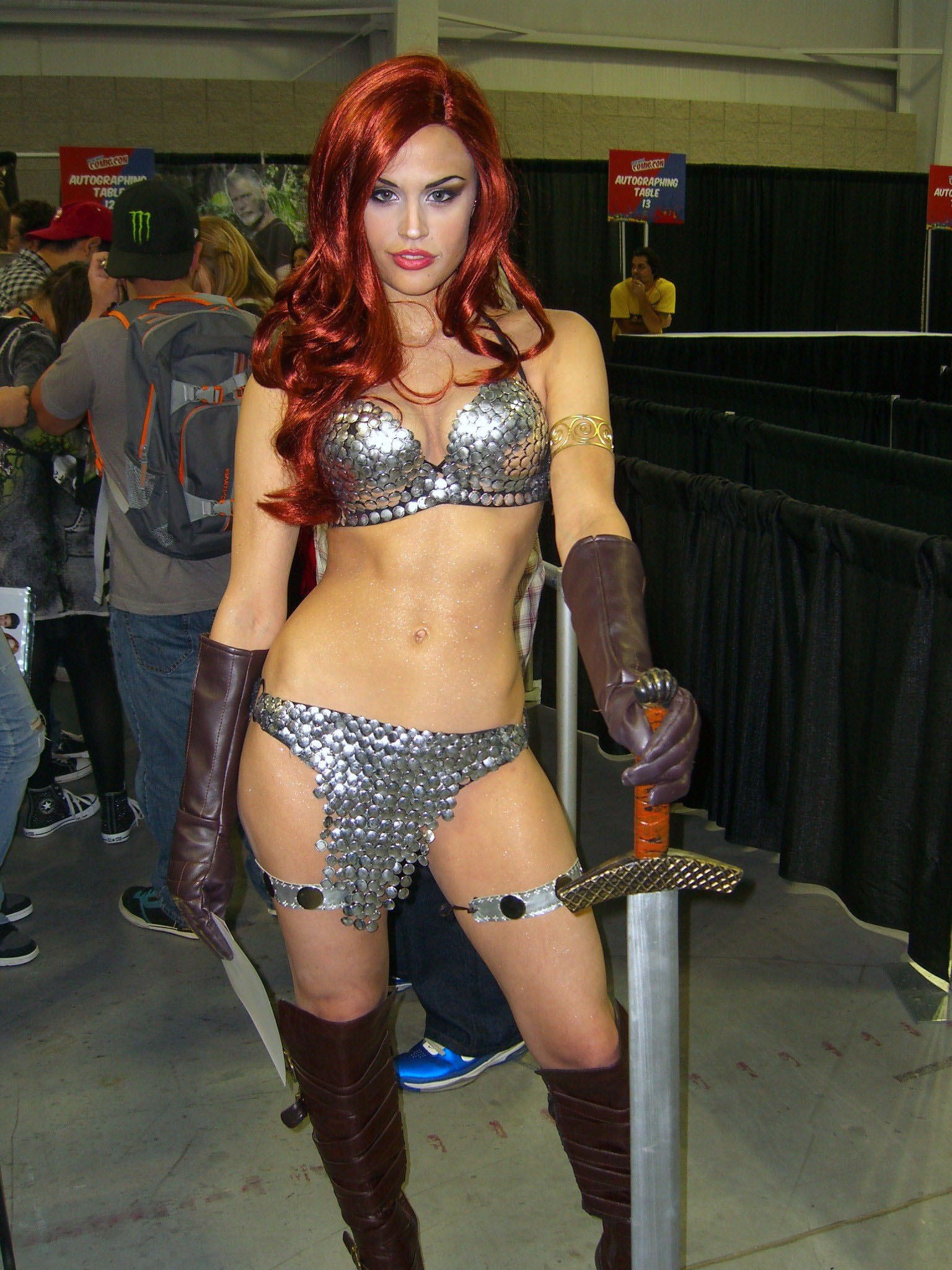
La cosplayer Mandy Caruso a la Comic Con de Nova York de 2011 vestida de Red Sonja.

La majoria d'artistes representen Red Sonja amb un vestit molt petit de "biquini de cota de malla" d'armadura d'escates, generalment amb botes i guants. Tal com va dibuixar originalment Barry Windsor-Smith per a "The Shadow of the Vulture" i "The Song of Red Sonja" a Conan the Barbarian números 23 i 24 (1972), portava una camisa de malla de màniga llarga i pantalons curts de seda vermella.
Tal com va explicar Roy Thomas a la introducció de Red Sonja Adventures Volum 1 (Dynamite Entertainment), l'artista espanyol Esteban Maroto li va presentar una il·lustració sense encàrrec quan estava editant la revista Savage Sword of Conan on va redissenyar el personatge i per primera vegada la va mostrar vestint el que seria el seu famós vestit, el "biquini metàl·lic" platejat, que s'assemblava a altres vestits fantàstics que altres heroïnes de Maroto lluïen als anys setanta. Aquesta il·lustració s'havia imprès per primera vegada a la revista Comixscene #5 de Jim Steranko en blanc i negre. Va ser reimpresa a Savage Sword of Conan #1, i a Marvel Treasury Edition #15 acolorida però mal reproduïda, i finalment restaurada i pintada per José Villarrubia com a portada alternativa per a l'edició de Dynamite Entertainment de Red Sonja #2. Maroto la va dibuixar amb aquest vestit per a una il·lustració de doble pàgina a Savage Tales #3 i després per a la seva primera aventura en solitari a Savage Sword of Conan #1, i John Buscema la va dibuixar amb aquest vestit a la mateixa revista. Buscema la va tornar a dibuixar amb aquest vestit als números 43, 44 i 48 de Conan the Barbarian (1974) i Dick Giordano al primer número de Marvel Feature vol. 2 (novembre de 1975) abans que Frank Thorne prengués el relleu del número 2 (gener de 1976).

### Bisexualitat
El 2016, l'autora Gail Simone va indicar que Sonja era bisexual durant la seva etapa. El 2020, la sèrie Red Sonja: The Price of Blood de l'escriptor Luke Lieberman i l'artista Walter Geovani ho van corroborar, representant que Sonja s'havia allitat amb una dona.

## En altres mitjans

### Novel·les
Sonja ha aparegut en diverses novel·les de David C. Smith i Richard L. Tierney amb portades de Boris Vallejo:
- #1 The Ring of Ikribu (Ace 1981) (Adaptat als còmics de Roy Thomas i Esteban Maroto a The Savage Sword of Conan números 230–3). Smith ha escrit un guió no produït basat en aquesta novel·la.
- #2 Demoni Night (Ace 1982)
- #3 When Hell Laughs (Ace 1982)
- #4 Endithor's Daughter (Ace 1982)
- #5 Against the Prince of Hell (Ace 1983)
- #6 Star of Doom (Ace 1983)

### Televisió
Angelica Bridges va interpretar el personatge a l'episodi "Red Sonja" de la sèrie de televisió de 1997-1998 Conan the Adventurer. El 1999, hi havia una sèrie de televisió prevista amb Sable protagonitzant com a Red Sonja.

### Adaptacions cinematogràfiques
El personatge va ser interpretat per Brigitte Nielsen a la pel·lícula de 1985 Red Sonja, que també va protagonitzar Arnold Schwarzenegger com el Gran Lord Kalidor (originalment pensat perquè fos Conan). La pel·lícula va ser dirigida per Richard Fleischer.
Misty Lee va posar la veu al personatge a la pel·lícula d'animació del 2016 Red Sonja: Queen of Plagues.
Originalment, l'actriu Rose McGowan tenia la intenció d'interpretar Sonja a la pel·lícula Red Sonja del 2010, però aquests plans es van abandonar després que McGowan sofrís ferides que van danyar permanentment la mobilitat i la força del seu braç dret. En una entrevista de febrer de 2011, el productor de cinema Avi Lerner va declarar que Simon West va ser contractat per dirigir la pel·lícula i també va esmentar Amber Heard com a favorita per protagonitzar el paper principal. El 26 de febrer de 2015, Christopher Cosmos va ser contractat per escriure el guió de la pel·lícula. El cineasta Mike Le Han ha fet un vídeo per a la seva presentació on ell dirigeix Red Sonja.
El 2017, Millennium Films va anunciar una nova pel·lícula Red Sonja, amb Avi Lerner i Joe Gatta produint juntament amb Mark Canton i Courtney Solomon de Cinelou Films i escrit per Ashley Miller. L'octubre de 2018, es va confirmar que Bryan Singer dirigiria la pel·lícula. El febrer de 2019, després de les acusacions d'agressió sexual contra Singer, Millennium va declarar que Red Sonja ja no estava a la seva llista de pel·lícules, i Singer va ser acomiadat de la producció el mes següent. El 21 de juny de 2019, tres mesos després que Singer fos descartat com a director, The Hollywood Reporter va informar que Joey Soloway havia estat contractat per escriure i dirigir la pel·lícula. El 26 de febrer de 2021, la mateixa publicació va anunciar que Tasha Huo va ser seleccionada per escriure la pel·lícula. El 5 de maig de 2021, la mateixa publicació va anunciar que Hannah John-Kamen va ser elegida com a personatge titular. El 3 de juny de 2021, The Illuminerdi va informar que Sacha Baron Cohen interpretaria a Kulan Gath, un personatge dels còmics de Conan the Barbarian Marvel i dels còmics de Red Sonja de Dynamite. La pel·lícula estava programada per començar el rodatge el 2022, però al març d'aquell any es va informar que John-Kamen i Soloway havien abandonat el projecte i M. J. Bassett va ser contractat com a director. El 23 d'agost de 2022, Millennium Media va confirmar que la pel·lícula havia començat la producció a Bulgària, amb l'actriu italiana Matilda Lutz interpretant el paper principal.

### Jocs de rol
Red Sonja apareix al mòdul de Dungeons & Dragons Red Sonja Unconquered.
El 2018, Dynamite Entertainment va llançar el joc de taula Red Sonja: Hyrkania's Legacy, seguit d'un mòdul d'expansió el 2020. Els jocs van permetre als jugadors jugar com a Red Sonja i diversos personatges secundaris en aventures ambientades a Hyrkania.

## Premis
1973 Premis de l'Acadèmia de les Arts del Còmic: Millor història individual (dramàtica). The Song of Red Sonja. Escrit per Roy Thomas i llapis, tinta i pintat per Barry Smith. La història va aparèixer per primera vegada al número 24 de Conan the Barbarian (març de 1972), en què dos panells van ser censurats. La història sense censura es va reimprimir a Marvel Treasury Edition, volum 1, núm. 15, 1977, on Glynis Wein la va tornar a pintar i l'art es va retallar lleugerament per adaptar-se al format de la pàgina.

## Qüestions legals
El 6 de juny de 2006, el lloc de notícies de còmics Newsarama va informar que Red Sonja, LLC (que té els drets de la versió Roy Thomas del personatge, creada el 1973) havia presentat una demanda per quatre càrrecs contra Paradox Entertainment (que reclama els drets de Red Sonja com a part de la biblioteca Howard) al Tribunal Federal dels Estats Units l'abril de 2006. Els quatre recomptes eren reclamacions per infracció dels drets d'autor, infracció de marques comercials, dilució de marques comercials i competència deslleial. La demanda es va resoldre el gener de 2008, el segon dia de l'audiència, per una suma d'1 $ cadascuna. Red Sonja LLC va pagar 1 $ a Paradox pels drets de Red Sonja de Howard i el permís perquè les històries de Red Sonja continuïn ambientades a l'Era Hibòria de Conan. Paradox va pagar simultàniament 1 $ a Red Sonja LLC pels drets exclusius de publicació d'impressió de "The Shadow of the Vulture" ara que un dels personatges pertany a Red Sonja LLC.